# Gare de Madrid-Sol
La gare de Madrid-Sol est une gare ferroviaire de Madrid en Espagne, desservie par les des trains de banlieue du réseau des Cercanías. Elle est située, sous la Puerta del Sol, dans l'arrondissement du Centre.
Elle est en correspondance avec la station Sol du métro.

## Situation ferroviaire
Établie en souterrain, la gare de Sol permet de rejoindre la gare d'Atocha et celle de Chamartin-Clara Campoamor par une ligne située en tunnel sous la ville ou circulent les trains des lignes C-3 et C-4 des Cercanías Madrid.

## Histoire
Le chantier de construction d'une gare ferroviaire souterraine sous la Puerta del Sol commence en 2003 avec une ouverture programmée pour 2007. Les travaux prennent du retard, notamment du fait qu'il est apparu nécessaire de dévier tout le réseau câblé de la place et en raison de la découverte des fondations de l'ancienne église Notre-Dame du « Buen Suceso » (es). La gare est mise en service le 27 juin 2009, au lendemain de son inauguration,.

## Service des voyageurs

### Accueil
L'entrée principale de la gare, située sur la Puerta del Sol, permet de descendre au hall d'accès, qui dispose de relations avec les lignes 1, 2 et 3 du métro et un espace pour découvrir les restes des fondations de l'église. Les deux quais latéraux encadrant les deux voies ferrées sont situés au niveau inférieur. Les échanges entre les niveaux s'effectuent par des escaliers, des escaliers mécaniques et des ascenseurs assurent l'accessibilité de la gare aux personnes à la mobilité réduite.

Installations
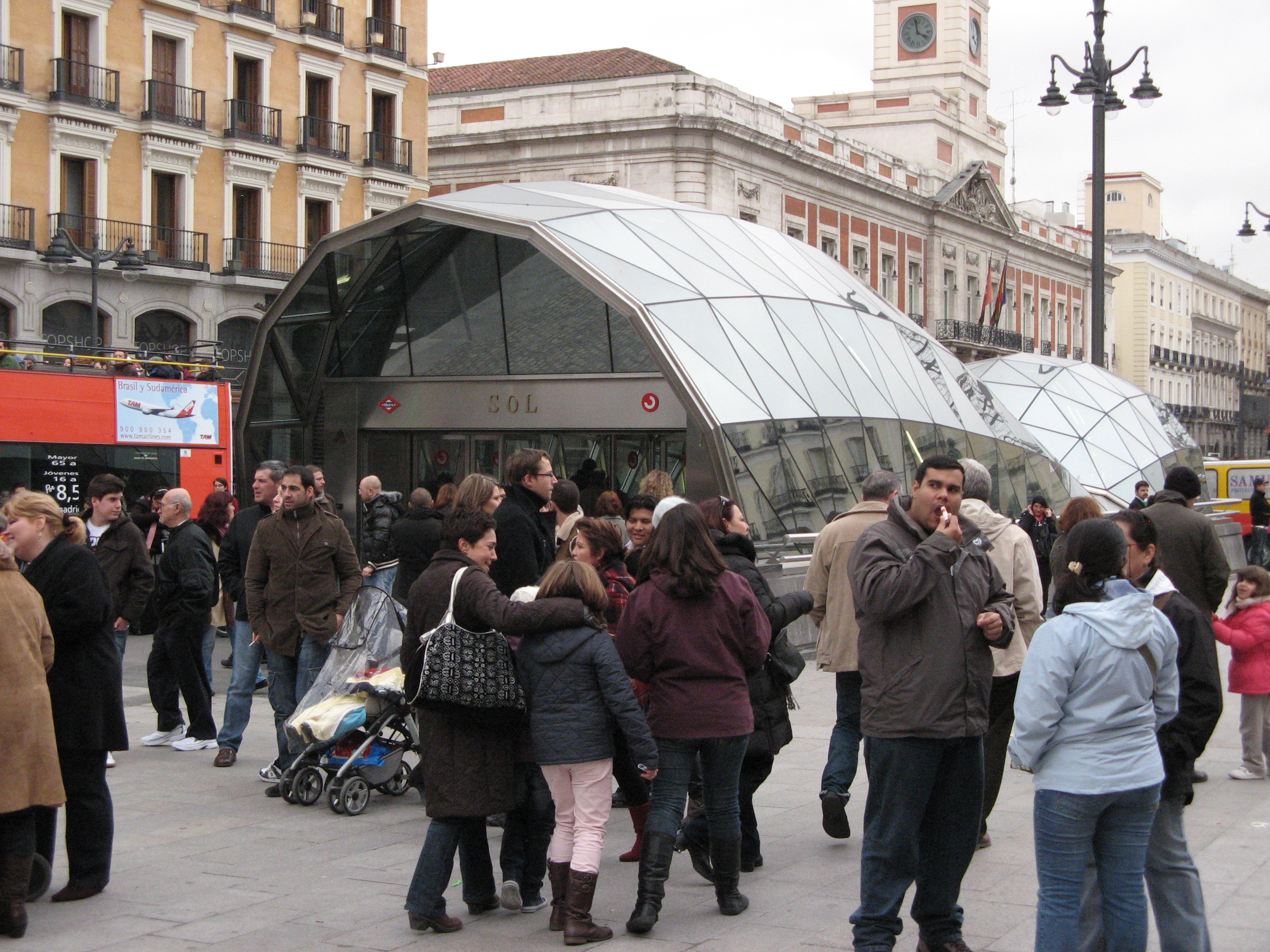
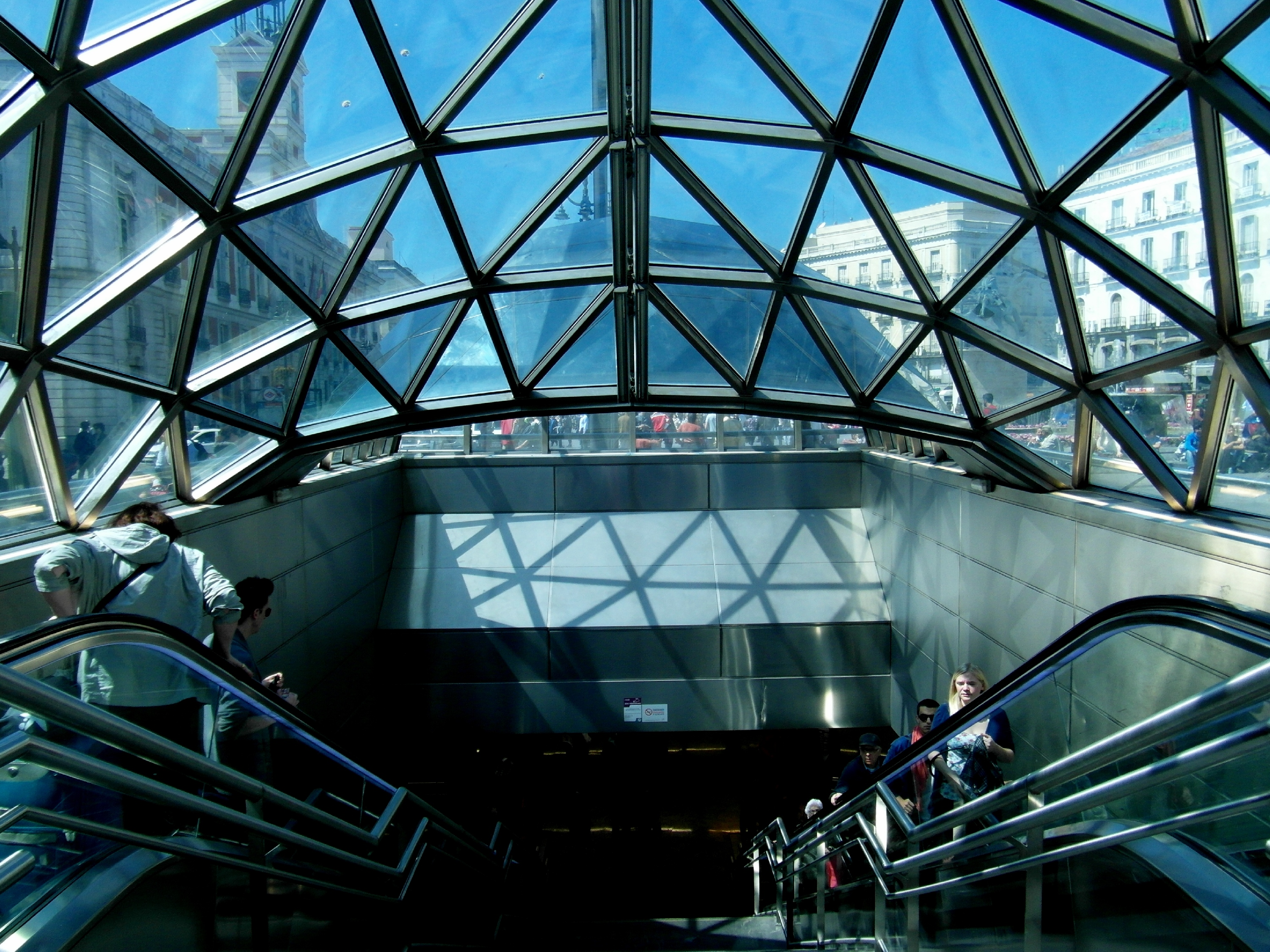
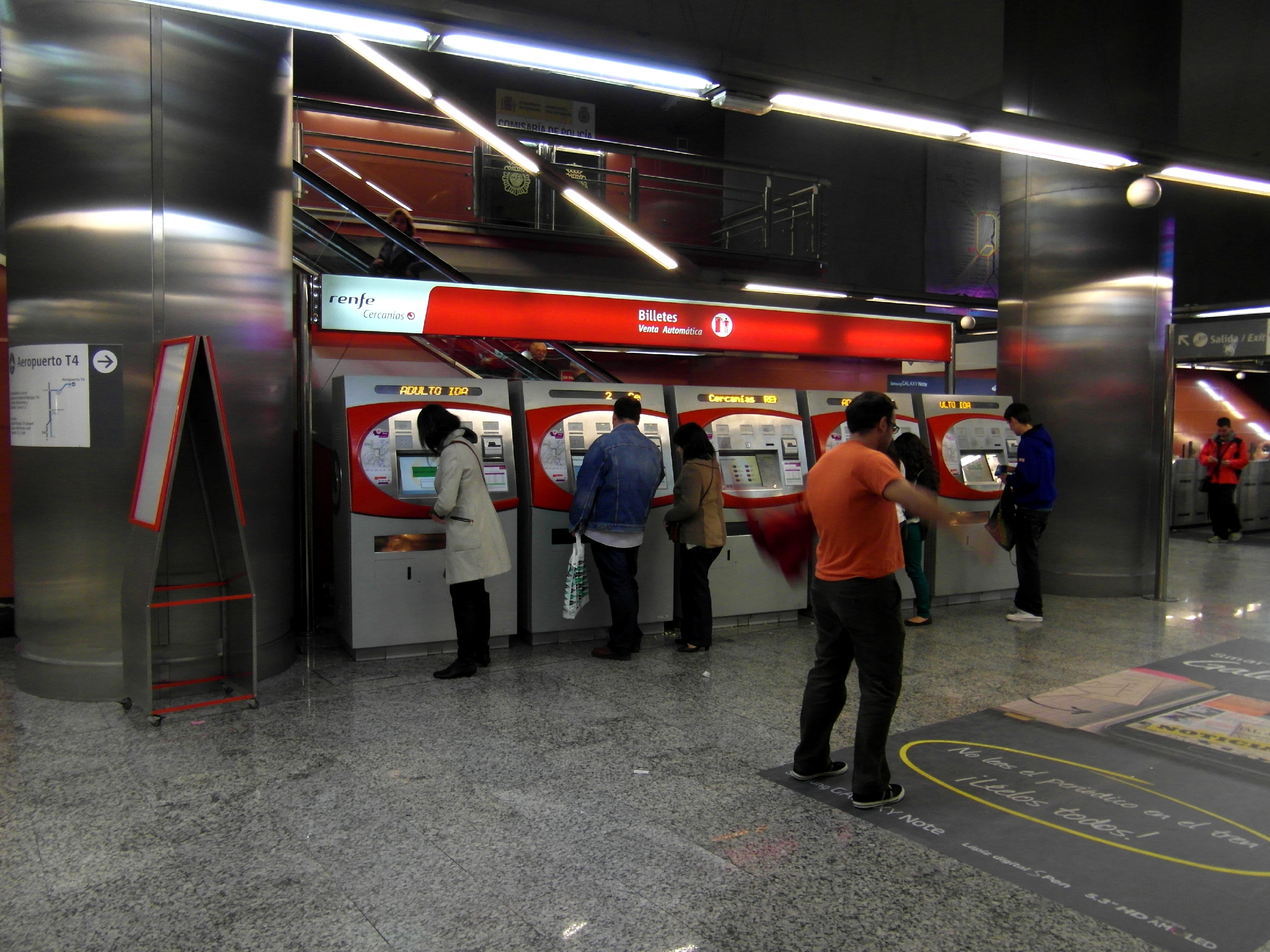

### Desserte
Sol dispose de deux quais longs de 200 m et larges de 7,20 m. Ils sont desservis par les lignes C-3 et C-4 du réseau Cercanías Madrid.

Installations et desserte
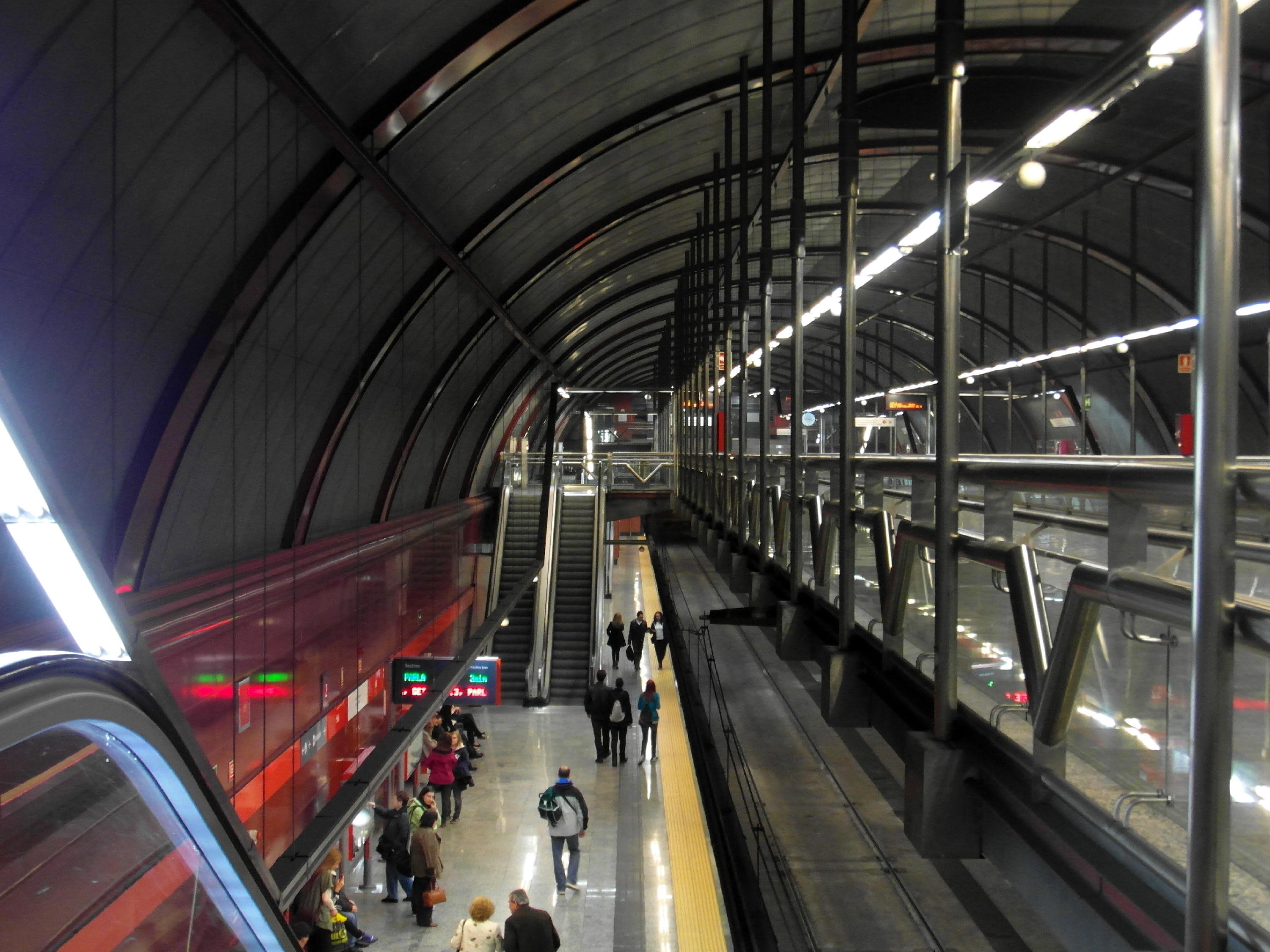
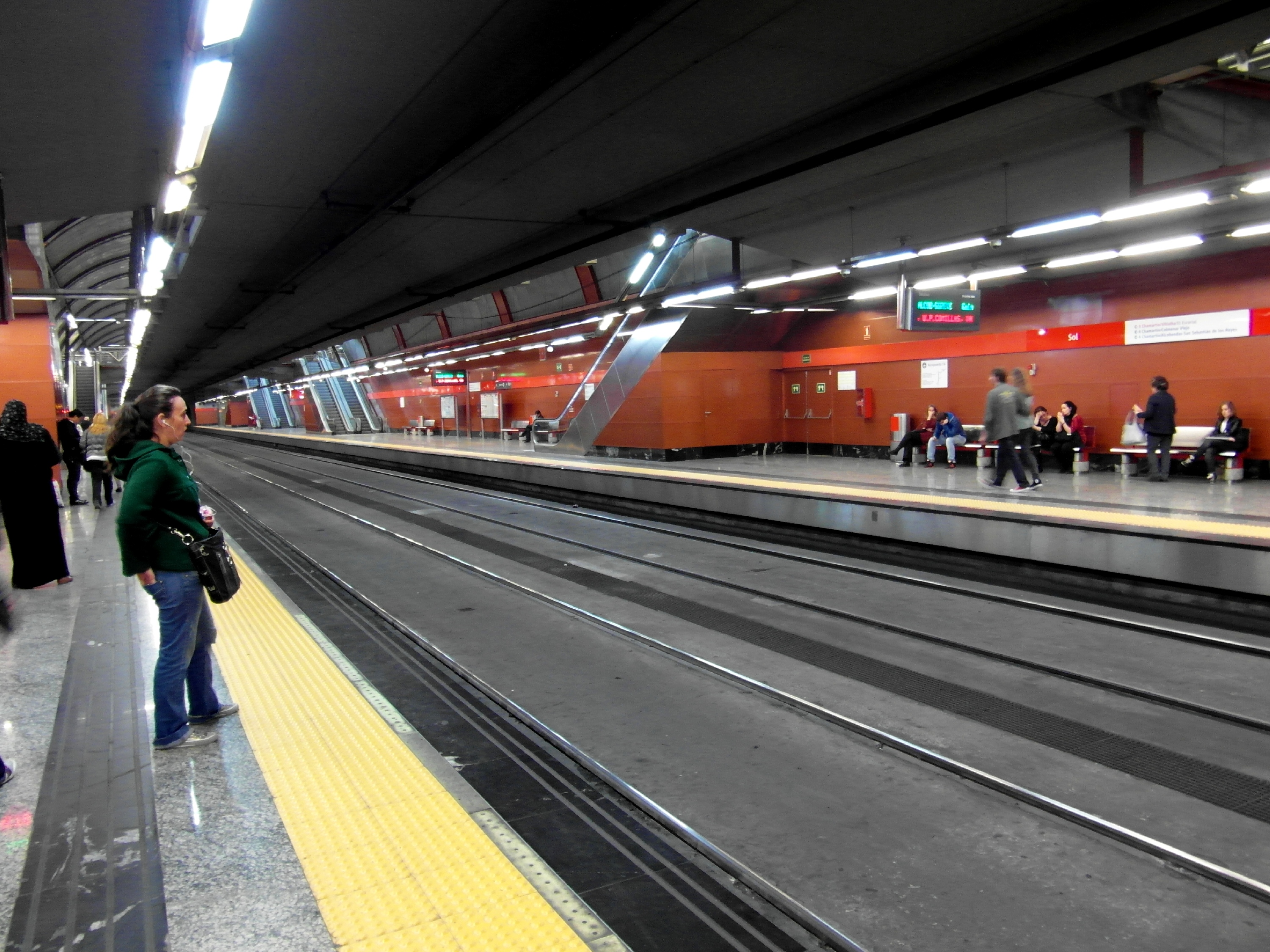
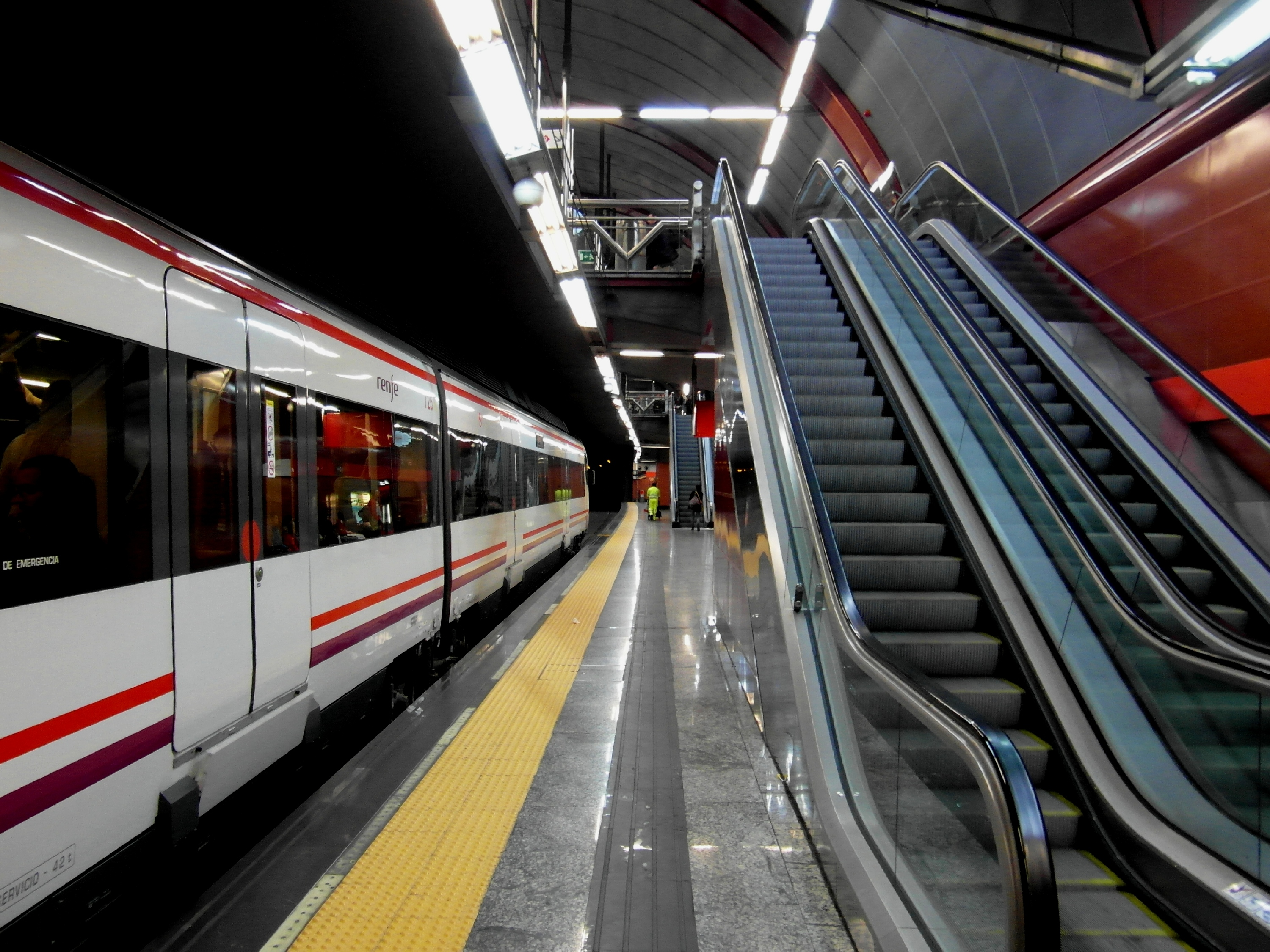

### Intermodalité
La gare est en correspondance avec la station Sol du métro, desservie par les lignes 1, 2 et 3.
À proximité on trouve également des arrêts de bus desservis par les lignes 3, 50, 51, N16 et N26.

## À proximité
La gare est proche des principaux lieux emblématiques de la ville que sont la Puerta del Sol, la Gran Vía, la Plaza Mayor et la place Sainte-Anne.